# Clã Johnstone
O Clã Johnstone é um clã escocês da região das Terras Baixas, Escócia.
O atual chefe é Patrick Andrew Wentworth Hope-Johnstone, 11º Earl de Annandale e Hartfell.